# Kevin Kelly
Kevin Kelly (Pennsylvania, 1952) è uno scrittore, fotografo e ambientalista statunitense.
Studioso di cultura digitale e asiatica, è cofondatore della rivista Wired di cui è stato direttore. I suoi scritti sono apparsi su New York Times, Esquire, The Economist e altri importanti periodici.

## Biografia
Divenne noto soprattutto grazie al suo primo libro Out of Control: The New Biology of Machines, Social Systems, and the Economic World pubblicato nel 1994. Questo libro influenzò il celebre film Matrix dei fratelli Wachowski..
Nel 1994, Wired ha vinto il premio National Magazine Award per l'Eccellenza complessiva del prodotto. Kelly ha anche diretto riviste quali "Whole Earth Review", "CoEvolution Quarterly", "Signal", e alcune delle ultime edizioni del Whole Earth Catalog. Con il fondatore di Whole Earth, Stewart Brand, Kelly ha partecipato alla creazione di WELL, un'importante comunità virtuale. Ha diretto anche la Point Foundation, sponsor della prima conferenza internazionale degli hacker nel 1984 (prima che la parola "hacker" ricevesse una connotazione negativa).
Kelly è noto come partecipante e osservatore della cosiddetta "cybercultura", anche se il suo sguardo si spinge senza dubbio oltre i limiti ristretti della sottocultura attuale. Attualmente Kelly promuove un inventario di tutte le specie viventi, un progetto conosciuto anche come Linnaean enterprise. Il progetto All Species Inventory ha ricevuto un finanziamento di un milione di dollari, per un progetto sottoscritto da molti centri di studio della biologia è considerato un' "idea il cui tempo è maturo". L'obiettivo è di realizzare un catalogo sulla rete di tutte le specie esistenti in una sola generazione (entro 25 anni).
Nel suo libro L'inevitabile descrive le dodici meta-tendenze intrinseche nella tecnologia informatica che ci accompagnano e destinate a evolvere significativamente nel prossimo futuro , che porteranno dei cambiamenti sociali per ora imprevedibili : divenire , cognitivizzare , fluire , visualizzare , accedere , condividere , filtrare , rimescolare , interagire , tracciare , interrogare , iniziare .

## Pubblicazioni
Gli scritti di Kelly sono comparsi in molte pubblicazioni americane e internazionali, tra le quali: The New York Times, The Economist, Time, Harper's Magazine, Science, GQ, e Esquire. Le sue foto sono state pubblicate da Life e da altri giornali degli Stati Uniti.

### Libri
- Out of Control: The New Biology of Machines, Social Systems and the Economic World (Perseus Books, 1995)
- New Rules for the New Economy: 10 Radical Strategies for a Connected World (Penguin, 1999)
- Bicycle Haiku (2001)
- Asia Grace (2002)
- Cool Tools (2003)
- Bad Dreams (2003)
- Quello che vuole la tecnologia (2010), Codice Edizioni
- The Inevitable , (2016) , L'inevitabile,Le tendenze tecnologiche che rivoluzioneranno il nostro futuro ,(2017),Milano , Il Saggiatore , trad. Alberto Locca , ISBN 978-88-428-2376-6